# Playing dead
Playing dead is het vierde studioalbum van Citizen Cain. Het is opgenomen in een periode dat band dan weer wel en dan weer niet bestond; plaats van handeling was de Split Level Studio. Alhoewel redelijk ontvangen binnen de niches van progressieve rock en neoprog bleef de stuurloosheid van teksten de band parten spelen. Wat eerder een pluspunt was, de stem van Cyrus heeft veel weg van die van Peter Gabriel van Genesis en Fish van Marillion, keerde zich steeds verder tegen de band. De complexiteit van teksten en muziek bleven eveneens voor verdeeldheid zorgen. 
De band bracht het in eigen beheer uit; ze had (volgens eigen zeggen) genoeg van de matige opbrengsten via verkoop via een platenlabel. De uitgave had tegenvallende verkoopcijfers. In 2012 volgde een heruitgave; alle albums werden toen opnieuw geremasterd en uitgegeven in aanloop op het album Skies darken.

## Musici
- Cyrus – zang, basgitaar
- Phil Allen – gitaren, achtergrondzang
- Stewart Bell – toetsinstrumenten en drumstel

## Muziek
| Nr. | Titel                                                                              | Duur  |
| --- | ---------------------------------------------------------------------------------- | ----- |
| 1.  | Dirge (Fallen angels) (Bell, Cyrus)                                                | 3:20  |
| 2.  | Children of fire (Prometheus and Epimetheus-Forethought-Afterthought (Bell, Cyrus) | 13:29 |
| 3.  | Shades (Bell, Cyrus)                                                               | 4:22  |
| 4.  | Falling form Sephiroth (Etz Ha-Chayim) (Bell, Cyrus)                               | 15:31 |
| 5.  | Rivers of twilight (The war between two minds) (Bell, Cyrus)                       | 7:38  |
| 6.  | Inner silence (Beware the God you choose) (Bell, Cyrus)                            | 2,38  |
| 7.  | Wandering in darkness (Bell, Cyrus)                                                | 10:24 |
| 8.  | Sleeping in Penumbra (Your mind. It’s mind, whose mind?) (Bell, Cyrus)             | 9:51  |
| 9.  | Amorantos (Eternity) (Bell, Cyrus)                                                 | 3:29  |